# マーメイドステークス
マーメイドステークスは、かつて日本中央競馬会（JRA）が阪神競馬場で施行していた中央競馬の重賞競走（GIII）である。
競走名の「マーメイド（Mermaid）」は、人魚を意味する英語。上半身が人間で下半身が魚という伝説上の生き物である。

## 概要
1996年に行われた牝馬競走体系の整備に伴って新設された、4歳（現3歳）以上の牝馬による重賞競走。施行場・距離は創設時より阪神競馬場の芝2000mで変わらず行われていた。
創設当初の負担重量は別定だったが、2006年よりハンデキャップに変更された。
創設時より外国産馬が出走可能なほか、地方競馬所属馬は2002年から、外国馬は2005年からそれぞれ出走可能になった。

### 競走条件
以下の内容は、2024年時点のもの。
出走資格：サラ系3歳以上牝馬
- JRA所属馬
- 地方競馬所属馬（2頭まで）
- 外国調教馬（優先出走）

負担重量：ハンデキャップ

### 賞金
2024年の1着賞金は3800万円で、以下2着1500万円、3着950万円、4着570万円、5着380万円。

## 歴史
- 1996年 - 4歳以上の牝馬による重賞（GIII[注 1]）として創設、阪神競馬場の芝2000mで施行[5]。
- 2001年 - 馬齢表示の国際基準への変更に伴い、出走資格を「3歳以上牝馬」に変更[7]。
- 2002年 - 特別指定交流競走となり、地方競馬所属馬が2頭まで出走可能になる[7]。
- 2005年 - 国際競走に変更され、外国調教馬が4頭まで出走可能となる[9]。
- 2007年 - 日本のパートI国昇格に伴い、外国調教馬の出走枠が8頭に拡大[10]。
- 2020年 - COVID-19の感染拡大防止のため「無観客競馬」として開催[11]。
- 2024年
  - 阪神競馬場リフレッシュ工事に伴う開催日割の変更のため京都競馬場で施行[12]。
  - 本年を以って「マーメイドステークス」のレース名の使用を取りやめる。
    - 2025年以降、本競走の条件を引き継いだ重賞「府中牝馬ステークス」を東京競馬場・芝1800mで施行する（前年までの「（アイルランドトロフィー）府中牝馬ステークス」は「アイルランドトロフィー」として実施）。

### 歴代優勝馬
距離はすべて芝コース。
優勝馬の馬齢は、2000年以前も現行表記に揃えている。
| 回数   | 施行日        | 競馬場 | 距離  | 優勝馬             | 性齢 | タイム | 優勝騎手       | 管理調教師 | 馬主                                 |
| ------ | ------------- | ------ | ----- | ------------------ | ---- | ------ | -------------- | ---------- | ------------------------------------ |
| 第1回  | 1996年6月23日 | 阪神   | 2000m | シャイニンレーサー | 牝5  | 2:00.6 | 河内洋         | 高橋隆     | 市川義美                             |
| 第2回  | 1997年6月22日 | 阪神   | 2000m | エアグルーヴ       | 牝4  | 2:02.6 | 武豊           | 伊藤雄二   | （株）ラッキーフィールド             |
| 第3回  | 1998年6月28日 | 阪神   | 2000m | ランフォザドリーム | 牝4  | 2:00.0 | 河内洋         | 田中耕太郎 | （有）高瀬牧場                       |
| 第4回  | 1999年6月27日 | 阪神   | 2000m | エリモエクセル     | 牝4  | 2:03.6 | 的場均         | 加藤敬二   | 山本慎一                             |
| 第5回  | 2000年7月9日  | 阪神   | 2000m | フサイチエアデール | 牝4  | 1:58.9 | 安藤勝己       | 松田国英   | 関口房朗                             |
| 第6回  | 2001年7月8日  | 阪神   | 2000m | タイキポーラ       | 牝5  | 1:59.2 | 安藤勝己       | 松元茂樹   | （有）大樹ファーム                   |
| 第7回  | 2002年7月7日  | 阪神   | 2000m | ヤマカツスズラン   | 牝5  | 1:59.1 | 池添謙一       | 池添兼雄   | 山田博康                             |
| 第8回  | 2003年7月13日 | 阪神   | 2000m | ローズバド         | 牝5  | 2:03.7 | 横山典弘       | 橋口弘次郎 | （有）社台レースホース               |
| 第9回  | 2004年7月11日 | 阪神   | 2000m | アドマイヤグルーヴ | 牝4  | 2:00.0 | 武豊           | 橋田満     | 近藤利一                             |
| 第10回 | 2005年7月10日 | 阪神   | 2000m | ダイワエルシエーロ | 牝4  | 2:00.5 | 福永祐一       | 松田国英   | 大城敬三                             |
| 第11回 | 2006年6月18日 | 京都   | 2000m | ソリッドプラチナム | 牝3  | 2:01.1 | 安部幸夫       | 田中章博   | （株）ヒダカ・ブリーダーズ・ユニオン |
| 第12回 | 2007年6月17日 | 阪神   | 2000m | ディアチャンス     | 牝6  | 1:58.4 | 武豊           | 清水出美   | 寺田千代乃                           |
| 第13回 | 2008年6月22日 | 阪神   | 2000m | トーホウシャイン   | 牝5  | 2:03.5 | 高野容輔       | 崎山博樹   | 東豊物産（株）                       |
| 第14回 | 2009年6月21日 | 阪神   | 2000m | コスモプラチナ     | 牝6  | 2:00.2 | 和田竜二       | 宮徹       | （有）ビッグレッドファーム           |
| 第15回 | 2010年6月20日 | 阪神   | 2000m | ブライティアパルス | 牝5  | 1:59.5 | 藤岡康太       | 平田修     | 小林昌志                             |
| 第16回 | 2011年6月19日 | 阪神   | 2000m | フミノイマージン   | 牝5  | 2:00.4 | 太宰啓介       | 本田優     | 谷二                                 |
| 第17回 | 2012年6月17日 | 阪神   | 2000m | グルウェイグ       | 牝4  | 1:59.9 | C.ウィリアムズ | 角居勝彦   | （有）サンデーレーシング             |
| 第18回 | 2013年6月9日  | 阪神   | 2000m | マルセリーナ       | 牝5  | 1:59.4 | 川田将雅       | 松田博資   | （有）社台レースホース               |
| 第19回 | 2014年6月15日 | 阪神   | 2000m | ディアデラマドレ   | 牝4  | 1:59.4 | 藤岡康太       | 角居勝彦   | （有）キャロットファーム             |
| 第20回 | 2015年6月14日 | 阪神   | 2000m | シャトーブランシュ | 牝5  | 2:00.5 | 藤岡康太       | 高橋義忠   | （有）シルクレーシング               |
| 第21回 | 2016年6月12日 | 阪神   | 2000m | リラヴァティ       | 牝5  | 1:59.3 | 松若風馬       | 石坂正     | （有）キャロットファーム             |
| 第22回 | 2017年6月11日 | 阪神   | 2000m | マキシマムドパリ   | 牝5  | 1:59.5 | 藤岡佑介       | 松元茂樹   | （株）グリーンファーム               |
| 第23回 | 2018年6月10日 | 阪神   | 2000m | アンドリエッテ     | 牝6  | 1:59.1 | 国分恭介       | 牧田和弥   | 永田和彦                             |
| 第24回 | 2019年6月9日  | 阪神   | 2000m | サラス             | 牝4  | 2:00.3 | 松若風馬       | 西村真幸   | 吉田照哉                             |
| 第25回 | 2020年6月14日 | 阪神   | 2000m | サマーセント       | 牝4  | 2:01.1 | 酒井学         | 斉藤崇史   | ゴドルフィン                         |
| 第26回 | 2021年6月20日 | 阪神   | 2000m | シャムロックヒル   | 牝4  | 2:00.4 | 藤懸貴志       | 佐々木晶三 | （有）社台レースホース               |
| 第27回 | 2022年6月19日 | 阪神   | 2000m | ウインマイティー   | 牝5  | 1:58.3 | 和田竜二       | 五十嵐忠男 | （株）ウイン                         |
| 第28回 | 2023年6月18日 | 阪神   | 2000m | ビッグリボン       | 牝5  | 1:58.5 | 西村淳也       | 中内田充正 | 石川達絵                             |
| 第29回 | 2024年6月16日 | 京都   | 2000m | アリスヴェリテ     | 牝4  | 1:57.2 | 永島まなみ     | 中竹和也   | 加藤誠                               |